# セドリック・アレクサンダー
セドリック・アレキサンダー（Cedric Alexander、本名：セドリック・アレキサンダー・ジョンソン（Cedric Alexander Johnson）、1989年8月16日 - ）は、 アメリカ合衆国出身のプロレスラー。WWE所属）。

## 得意技

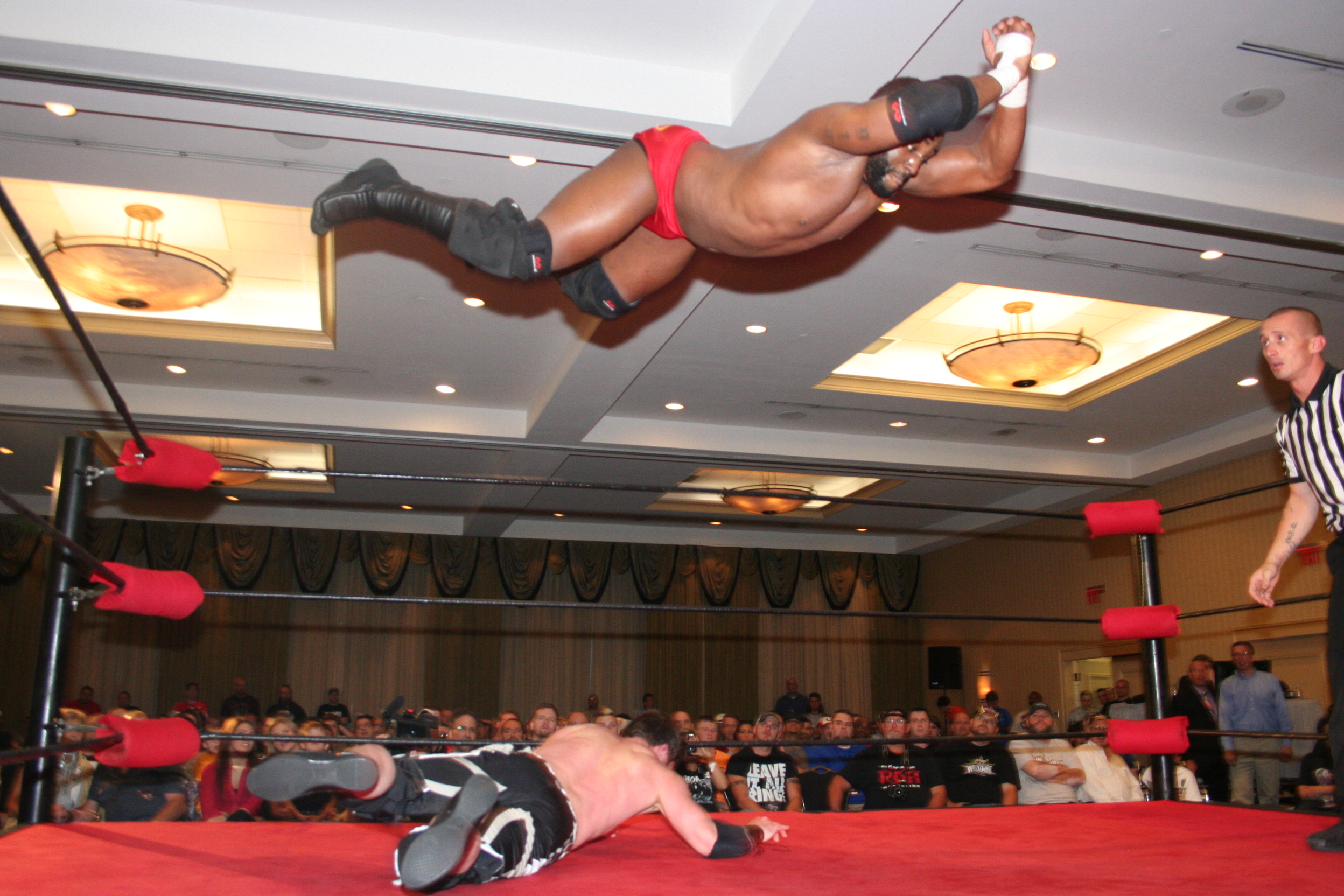
フロッグ・スプラッシュ

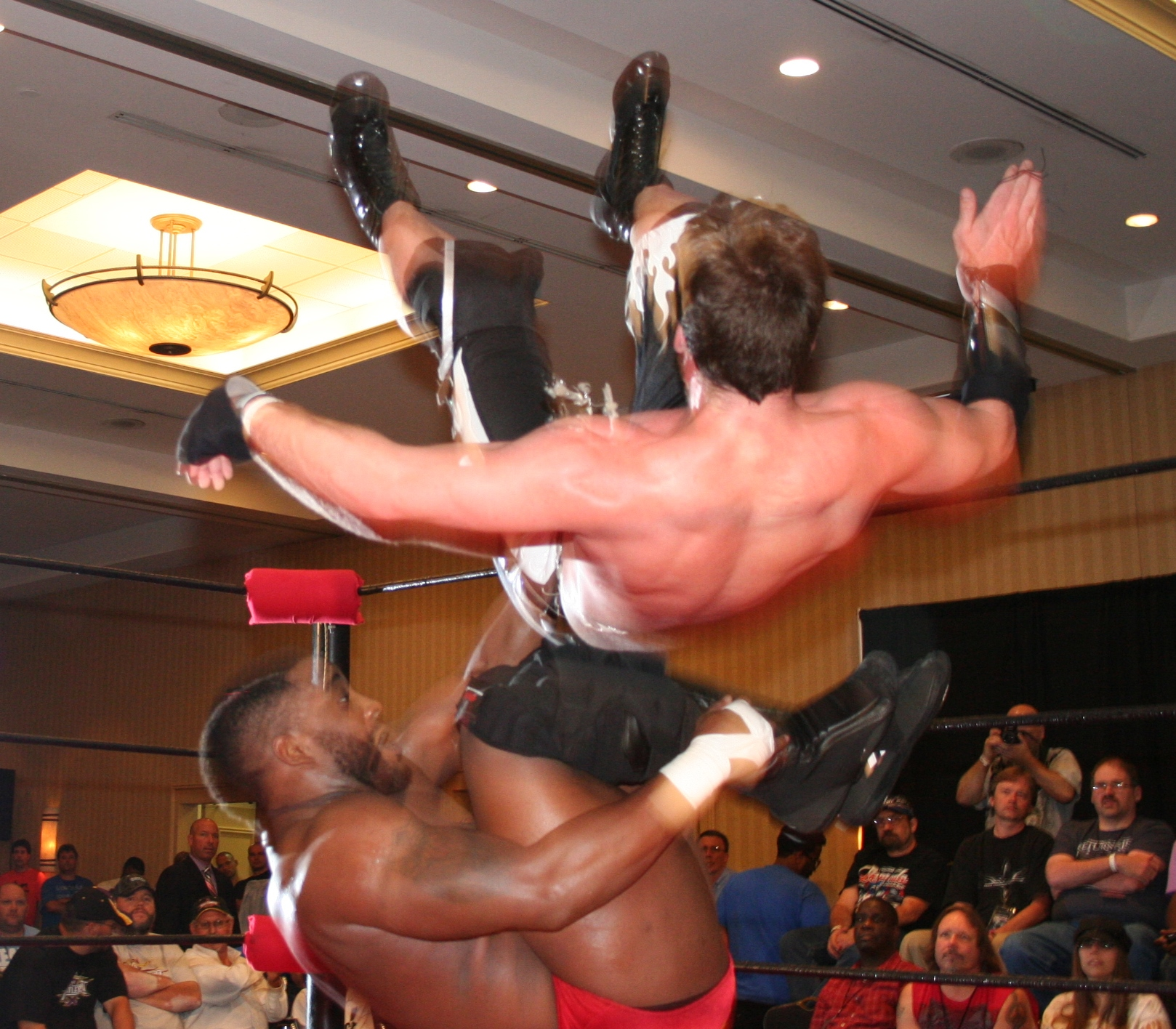
ランバーチェック
フィニッシャー。背後から抱え込みバックドロップの形で相手を高々と担ぎ上げ、自らは勢いよく背面から倒れ込み、落下してきた相手の腰に両膝を突き立てるダブル・ニー・バックブリーカー。WWE所属前から愛用する必殺技。
みちのくドライバー
スプリングボードクローズライン
スプリングボードフラットライナー
ドロップキック
トペ・コン・ヒーロー
フロッグ・スプラッシュ

## タイトル歴
WWE
- WWEタッグ/ロウ・タッグ王座 : 1回（w /シェルトン・ベンジャミン）

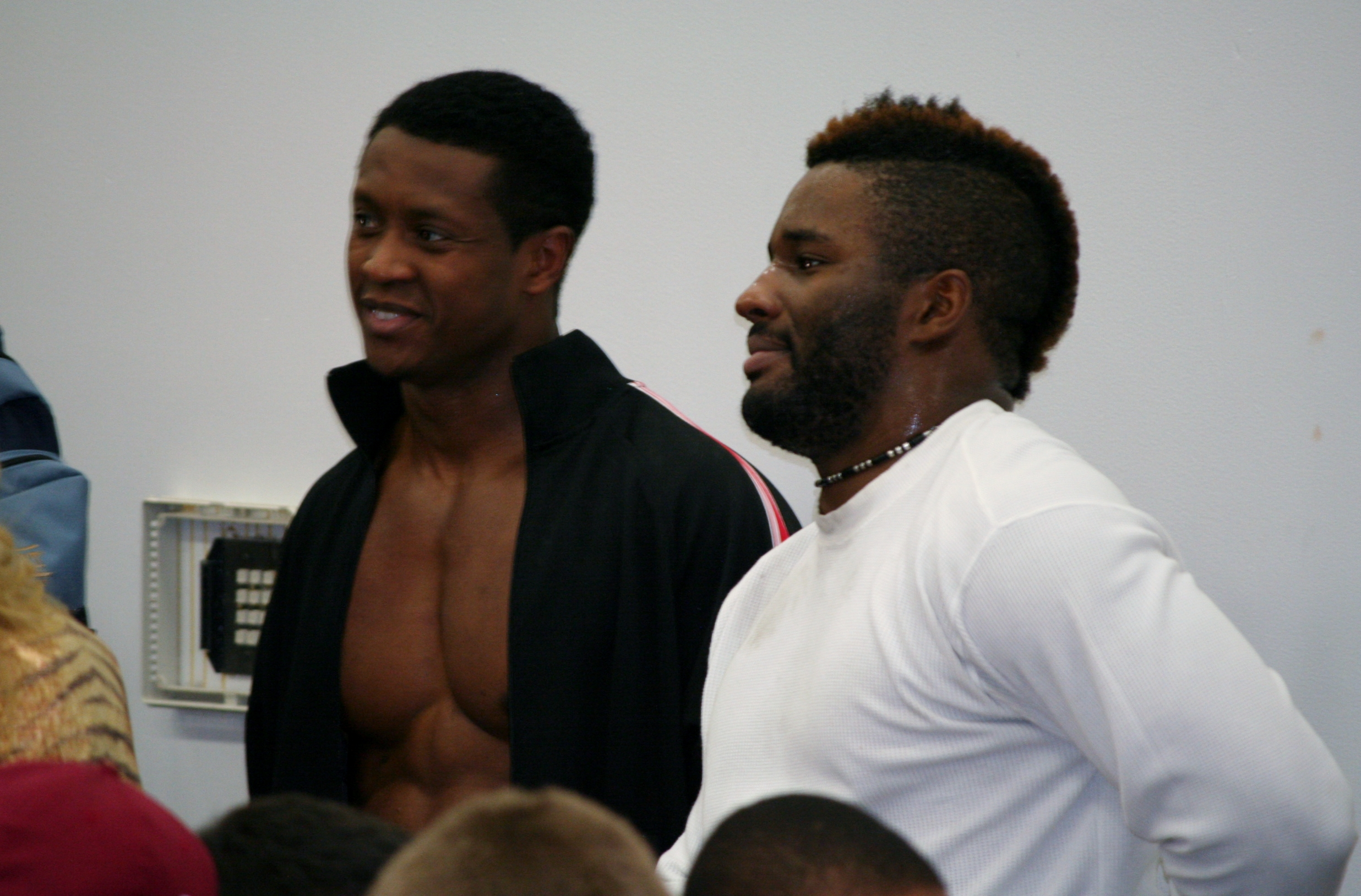
2011年にC＆Cレスルファクトリーとしてカプリースコールマンとアレクサンダー（右）

- WWEクルーザー級王座 : 1回
- WWE24/7王座 : 1回

プロレスEVO
- EVOヘビー級王座　: 1回
- プロレスレスルフォース王座　: 2回